# Puyallup
Puyallup (pronuncia: /pjuːælɘp/) è una città degli Stati Uniti, situata nella Contea di Pierce, nello Stato di Washington. La città prende il nome da una tribù di nativi americani chiamata Puyallup che nella loro lingua significa "popolo generoso".
Al censimento del 2010 la popolazione era di 37.022 abitanti, nel 2012 quella stimata era di 37.620 abitanti.

## Geografia fisica
Situata a 8 km a est di Tacoma e a 14 m s.l.m., la città ha una superficie di 36,36 km² (circa 14 miglia quadrate). È attraversata da un piccolo fiume: il Puyallup lungo circa 72 chilometri.

## Società

### Evoluzione demografica
Al censimento del 2010 a Puyallup c'erano 37.022 abitanti, 14.950 famiglie e 9.528 famiglie residenti nella città. La densità di popolazione era di 1018,2 abitanti per chilometro quadrato. La composizione razziale contava l'84,4% di bianchi, il 2,1% di afroamericani, l'1,4% di nativi americani, il 3,8% di asiatici, lo 0,7% di isolani del pacifico, il 2,1% di altre razze e il 5,5% di due o più razze. Ispanici e latini erano il 6,9% della popolazione.
| Anno | Abitanti |
| ---- | -------- |
| 1960 | 12.063   |
| 1970 | 14.742   |
| 1980 | 18.251   |
| 1990 | 23.878   |
| 2000 | 33.011   |
| 2010 | 37.022   |